# Chris Xu
Chris Xu, originalmente conocido como Xu YangTian, nació en 1984 en China. Actualmente es fundador y CEO de Shein. De su vida personal lo cierto es que se conoce muy poco y existen ciertas contradicciones, puesto que mantiene muy reservada su vida privada. A raíz de ello es como aparecen las primeras incoherencias,  por una parte, hay ciertas fuentes que afirman que se formó en la Universidad de George Washington, mientras que otros afirman que lo hizo en University Of Science and Technology en Qingdao.
Sobre él se conoce muy poco, solo lo que artículos sobre la compañía han dejado constancia de la verdadera imagen de este empresario. En dichos artículos, muestran una persona muy trabajadora, que siempre está rodeado de su equipo y el cual siempre intenta innovar pensando nuevas estrategias. Sin embargo, otros muchos, también lo tachan de ser una persona que podría dejar de lado a sus socios sin ningún problema. Por lo que debido a su tan resguardada vida, son muy pocos los datos que se pueden recoger.    

## Creación de su empresa
Chris Xu formó junto a otros dos socios  en una empresa de tecnología llamada Nanjing Dianwei Information Technology Co., por lo que debió mudarse a la provincia de Nankín en China. Su trabajo en esta compañía se enfocó en el área de marketing digital y esto le ayudó a aprender más en el área de SEO (Search Engine Optimization) y en la destreza de las promociones y la caza de tendencias. Esto sin duda, marcaría la futura carrera del empresario.
Durante sus años de trabajo en Nanjing Dianwei Information Technology, Xu se dio cuenta del enorme potencial de los mercados orientales en Occidente y de que las redes sociales y los nuevos métodos de marketing permitían llegar a muchos más clientes de todo el mundo a costes más bajos de los que se encontraban en ese momento en el mercado. Por ello, Xu, decidió crear la suya propia .
En 2008, la plataforma de Xu estaba totalmente preparada y recibiría el nombre de ZZKKO. Xu reparó en el tipo de productos que quería vender y que este fuera fácil de enviar, por ello, cuando empezó lo hizo vendiendo vestidos de novia. Poco a poco empezó a vender estos en grandes cantidades, y, con ello, volvió a darse cuenta de lo fácil que era ofrecer una gama amplia de productos a clientes internacionales .
Con esta nueva idea en mente de expansión, Xu decidió cambiar el nombre de su empresa de ZZKKO a Sheinside. Además, también se centró en promover su mercado a nivel internacional a través de herramientas de marketing en línea. En 2013, Sheinside contaba con más de 100 empleados y sus productos se comercializaban en mercados como España, Italia, Alemania y Rusia. Además, y al igual que fueron ampliando sus mercados, también lo lograron con los productos que vendían, incluyendo así ofertas en joyas o maquillaje, hasta convertirse en un mercado de talla mundial donde un mismo cliente podía comprar una gran cantidad de productos a bajo precio. Finalmente, Xu en 2015, volvió a cambiar de nombre y pasó a llamarse Shein, nombre que mantiene hasta la actualidad . 
Para 2016, Shein ya contaba con 800 empleados y decidió adquirir otra empresa conocida en el momento, llamada Romwe, que formaba parte también del comercio en China. En 2017, Shein comenzó a expandirse por Oriente Medio. Asimismo, en 2018 tuvo un mayor reconocimiento gracias a sus colaboraciones con diversos influencers de renombre. Sin embargo, el auge de esta compañía no llegaría hasta el año 2020, año en cuya pandemia provocó que muchos mileniales y centeniales  recurriesen a sus ofertas tan económicas y accesibles. Con ello, Shein se abrió al mundo, siendo Xu el director de todo ello.

## Actualidad
Actualmente y según Forbes, el patrimonio neto de Chris Xu en 2024 fue de 11.200 millones de dólares . El fundador de la marca de ropa y accesorios de moda para mujeres Shein está ahora valorado en más de 40 mil millones de dólares. El salario anual de Xu como director ejecutivo de Shein alcanzó los 472.000 dólares el año pasado.
En la actualidad Chris Xu, fundador y CEO de Shein, tiene una fortuna que equivale a 23 mil quinientos millones de dólares, que acúmulo en solo 10 años, de acuerdo a Bloomberg. Todo ello gracias a las impresionantes cifras que recoge su compañía, la cual posee miles de usuarios de todas partes del mundo. 